# Egesina shibatai
Egesina shibatai är en skalbaggsart som beskrevs av Hayashi 1962. Egesina shibatai ingår i släktet Egesina och familjen långhorningar. Inga underarter finns listade i Catalogue of Life.